# Красная Ветка
Красная Ветка — производственная текстильная компания. На фабриках, расположенных в Иваново и Кинешме, производятся товары народного потребления: трикотажные и чулочно-носочные изделия, пряжа, домашний текстиль, халаты, тапки и перчатки.
Предприятие находится в западной части города Кинешма, на высоком правом берегу Волги. Фабричный участок с резко выраженным рельефом, понижающимся на север, к Волге, имеет форму, близкую прямоугольнику, вытянутому с запада на восток. Доминантой всего комплекса является расположенный у самой реки длинный четырёхэтажный, с повышенным центром, объём прядильного корпуса. Значительно выше его по рельефу, у входа на фабрику стоит небольшое двухэтажное здание конторы. Перед его северным фасадом устроена полукруглая видовая площадка, от которой вниз, к пешеходной дорожке, спускается эффектная лестница со скруглёнными маршами.

## Строительство фабрики
Фабрика «Ветка» была основана двумя братьями — Фёдором и Александром Разорёновыми в 1880 году. Изначально она функционировала как прядильное отделение ткацкой фабрики в Старой Вичуге, учреждённой в середине XIX века купцом Кротовым.
При фабрике был создан рабочий посёлок, первоначально состоявший из 11 двухэтажных деревянных домов: девять из них были поставлены в одну линию на горе выше фабрики, а два располагались на берегу Волги. В число этих зданий входили четыре дома для служащих, «соединённые попарно сенями и внешним видом напоминавшие здания железнодорожных станций», дома для прядильщиков на 32 комнаты и семейных рабочих на 16 номеров, четырёхквартирный дом для мастеров, отдельная кухня в два этажа и больница с родильным приютом, аптекой и квартирой для фельдшера. Дом для хозяев тоже стоял рядом с фабрикой. В 1894 г. в посёлке было построено здание для начального народного училища на 64 человека и, по-видимому, тогда же появилась трёхэтажная каменная казарма.
В 1894 г. на базе вичугского и кинешемского отделений фабрики было учреждено паевое «Товарищество Вичугских мануфактур бр. Ф. и А. Разорёновых». После смерти Фёдора (1900) и Александра (1909) дело наследуют их дети: Василий и Фёдор Фёдоровичи и Сергей и Алексей Александровичи.
Производство фабрики в конце 19 — начале 20 в. продолжало активно развиваться. В связи с этим расширяется прядильный корпус (он строился в три этапа с 1880 по 1907 гг.). Рабочий посёлок, замыкавший с юга фабричный двор, распространяется дальше к югу и западу от производственного комплекса (нынешние ул. Красноветкинская и Кооперативная). К 1915 г. «Товарищество Вичугских мануфактур» входило в число крупнейших предприятий Кинешемского у. Костромской губ., с основным капиталом около 3 млн руб., годовым оборотом более 6 млн руб. и числом рабочих более пяти тыс. человек.
Новое строительство велось в основном на восточной части фабричного участка. Кроме того, в 1920-30 — ые гг. к югу от прядильного корпуса было выстроено здание механических мастерских, выдержанное в формах конструктивизма, а сама территория благоустроена. Облик главного производственного здания — прядильного корпуса — не изменился. Рабочий посёлок в 1920-е гг. был существенно расширен.
Основные здания, сохранившиеся от рабочего посёлка кон.19-нач.20 в., в том числе два дома для служащих, казарма и училище, расположены к югу от производственной территории, по сторонам бывшего прифабричного двора (ныне коленчатая ул. Фабричный двор) и по ул. Красноветкинской (№ 28 — дом для рабочих).

## Фабрика «Красная Ветка» во времена Великой Отечественной войны и второй половине XX века
В 1938 году прядильщица Полуэктова стала первой стахановкой в Кинешме, подав пример многочисленным последователям.
Во время Великой Отечественной войны на фронтах сражались 995 красноветкинцев. Более 400 из них были награждены орденами и медалями. Благодаря самоотверженному ненормированному труду женщин и детей, в годы Великой Отечественной войны удалось не допустить падения уровня производительности предприятия. Мало того, начиная с 1943 года, объёмы выпускаемой продукции каждый месяц увеличивались.
В 1944 г. за производственные достижения Кинешемская прядильная фабрика «Красная Ветка» решением ВЦСПС и Наркомата лёгкой промышленности трижды — в январе, феврале и марте — стала победителем Всесоюзного социалистического соревнования с вручением ей переходящего Красного Знамени Государственного Комитета Обороны (ГКО) СССР и первых премий.
В послевоенные годы фабрика выпускала каждый год по 7 500 тонн высококачественной пряжи. В последующие годы кривая производительности стремилась неуклонно вверх.
В 1961 году фабрика «Красная ветка» первая в Ивановской области получила звание «Предприятие коммунистического труда». В 1981 году за достижение отменных результатов в деле повышения производительности труда и качества выпускаемой продукции и в честь 100-летия со дня основания коллектив фабрики был награждён орденом «Знак почёта». Л. П. Кудрявцева, Н. В. Смирнова, Е. И. Димакова — передовики производства того времени.

## «Красная Ветка» сегодня
Сегодня «Красная ветка» является одним из самых современных предприятий региона по выпуску пряжи. Продукция предприятия, участвуя в многочисленных выставках, неизменно вызывает живой интерес производителей одежды.
Компания производит и реализует оптом товары народного потребления:
- хлопчатобумажная пряжа для ткачества и трикотажа;
- чулочно-носочные изделия;
- домашний и верхний трикотаж;
- промышленные материалы (обтирочные, СИЗ, товары для уборки);
- текстиль (домашний и для гостиниц).

Дважды в год «Красная ветка» участвует в федеральной оптовой ярмарке товаров и оборудования текстильной и лёгкой промышленности «ТЕКСТИЛЬЛЕГПРОМ», являющейся крупнейшим в России специализированным мероприятием в этой сфере. Продукция компании регулярно заслуживает высокие оценки в конкурсных программах этой ярмарки и награждается дипломами «За высокие потребительские свойства товаров» и «За большой вклад в формирование национального рынка товаров отечественного производства».
С 2018 года «Красная ветка» также начала принимать участие в главной специализированной выставке моды в Восточной Европе — CPM (Collection Premiere Moscow).